# Lamprospora crouanii
Lamprospora crouanii är en svampart som först beskrevs av Mordecai Cubitt Cooke, och fick sitt nu gällande namn av Seaver 1914. Lamprospora crouanii ingår i släktet Lamprospora och familjen Pyronemataceae.   Inga underarter finns listade i Catalogue of Life.
I den svenska databasen Dyntaxa används istället namnet Lamprospora miniata för samma taxon.  Arten är reproducerande i Sverige.